# Apicia acrotomiata
Apicia acrotomiata är en fjärilsart som beskrevs av W. Warren 1895. Apicia acrotomiata ingår i släktet Apicia och familjen mätare. Inga underarter finns listade i Catalogue of Life.